# 郭貞一
郭貞一（？—17世纪？），字元侯，號道憨，福建同安人，明末政治人物，同進士出身。

## 生平
崇禎十二年（1639年）舉己卯科福建鄉試，崇禎十三年（1640年）聯登庚辰科進士，授監察御史，巡撫浙東。福王立，擢為右都御史。清軍南下，郭貞一轉入家鄉福建。受到鄭成功禮遇，後隨之入臺灣，居數年後卒。